# Eberhard Sandberg
Eberhard Sandberg (* 28. Januar 1926 in Schwerin) ist ein ehemaliger deutscher Politiker (CDU). Er war Vorsitzender des Bezirksvorstandes Gera der Christlich-Demokratischen Union Deutschlands (CDU).

## Leben
Sandberg, Sohn eines Ingenieurs, besuchte die Oberschule. Er beantragte am 12. Februar 1944 die Aufnahme in die NSDAP und wurde zum 20. April desselben Jahres aufgenommen (Mitgliedsnummer 9.857.070). Er musste Kriegsdienst leisten und geriet in US-amerikanische Kriegsgefangenschaft und wurde in Heidesheim festgehalten. 
Nach 1945 absolvierte Sandberg eine Neulehrerausbildung in Schwerin und war von 1948 bis 1961 als Lehrer für Mathematik und Physik tätig, zunächst an der Zentralschule Warin, anschließend an der Fritz-Reuter-Schule in Ludwigslust. 1948 trat er der CDU bei. 1961/62 arbeitete er als Instrukteur der CDU-Parteileitung. Von 1962 bis 1970 war er erneut Lehrer. 
Von 1970 bis 1989 fungierte Sandberg als Vorsitzender des CDU-Bezirksvorstandes Gera. Von 1954 bis 1970 war Sandberg Abgeordneter des Bezirkstages Schwerin sowie von 1971 bis 1990 Abgeordneter des Bezirkstages Gera. Von 1954 bis 1989 war Sandberg Mitglied des Hauptvorstandes der CDU. Er war zeitweise auch Vorsitzender der Arbeitsgemeinschaft Volksbildung beim Hauptvorstand der CDU.
Er war zudem Mitglied des Bezirksausschusses Gera der Nationalen Front und stellvertretender Bezirksvorsitzender der Gesellschaft für Deutsch-Sowjetische Freundschaft.
Sandberg lebt heute (2017) in Apolda.

## Schriften (Auswahl)
- Christlicher Glaube und sozialistische Schule. In: Für die Verbesserung des Lernens und der sozialistischen Erziehung an den Oberschulen. Volk und Wissen, Berlin 1961, S. 79–82.
- Das Gelöbnis des Frühlings 1945. In: Günter Wirth: Wir leben in der DDR. Selbstzeugnisse christlicher Persönlichkeiten. Union Verlag, Berlin 1963, S. 90ff.
- Glaube und Naturwissenschaft – keine Widersprüche. In: 15 Jahre DDR. 15 Jahre Mitarbeit der Christlich-Demokratischen Union. Parteileitung der Christlich-Demokratischen Union, Berlin 1964, S.  S. 233–236.

## Auszeichnungen
- Pestalozzi-Medaille für treue Dienste in Bronze und Silber
- Ernst-Moritz-Arndt-Medaille
- Vaterländischer Verdienstorden in Bronze (1977)
- Verdienstmedaille der DDR